# برند دوک
برند دوک (انگلیسی: Bernd Düker؛ زادهٔ ۱ آوریل ۱۹۹۲) بازیکن فوتبال اهل آلمان است.
از باشگاه‌هایی که در آن بازی کرده‌است می‌توان به باشگاه فوتبال اسنابروک اشاره کرد.